# Abrigo de las Lomas de Abril
El abrigo de las Lomas de Abril es un lugar arqueológico con pinturas rupestres, ubicado en el término municipal de Castielfabib, provincia de Valencia (Comunidad Autónoma de Valencia, España).

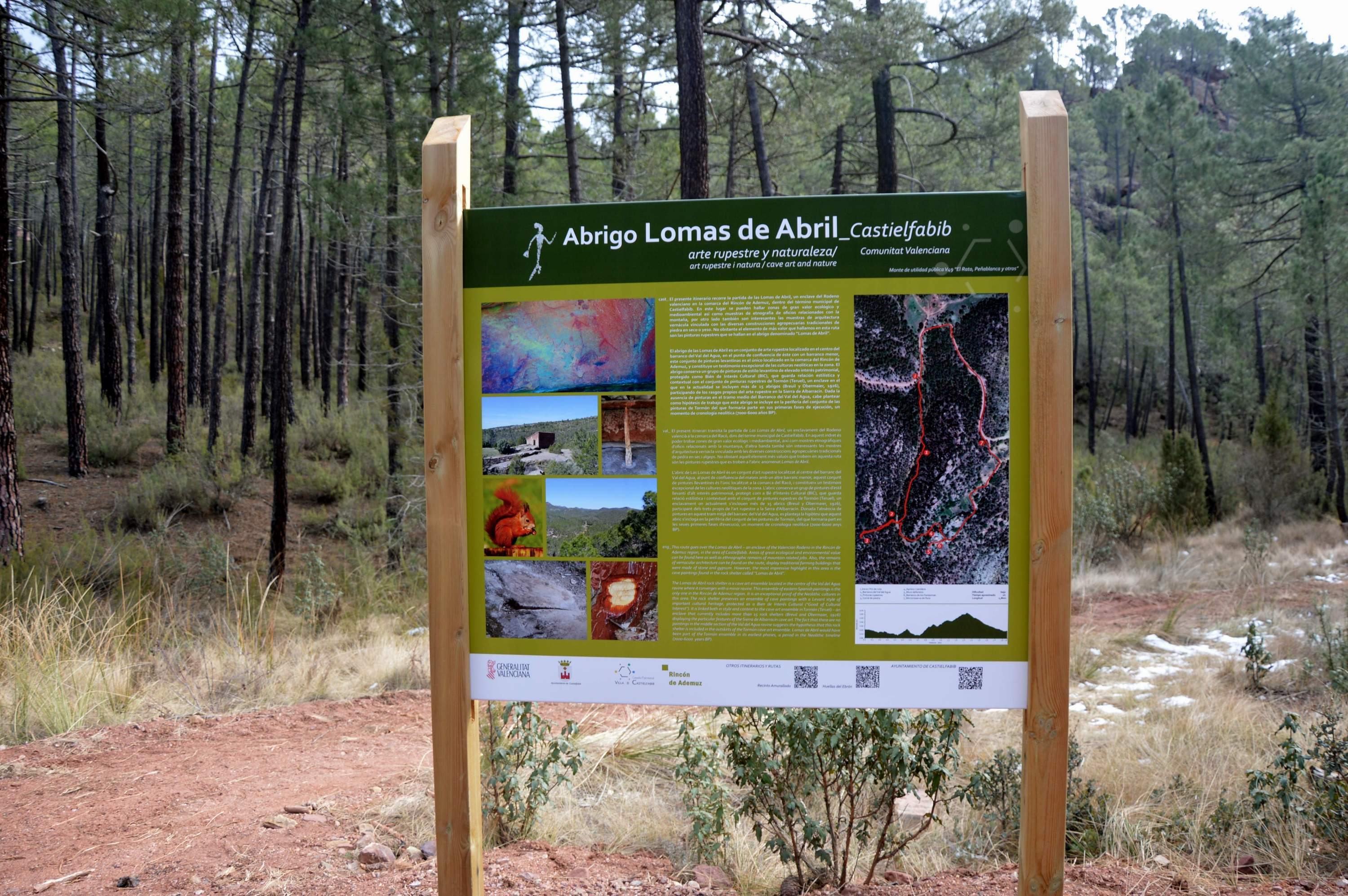
Panel informativo del Abrigo Lomas de Abril a la entrada del sendero, junto al barranco del Val del Agua en El Rodeno de Castielfabib (Valencia), 2018.

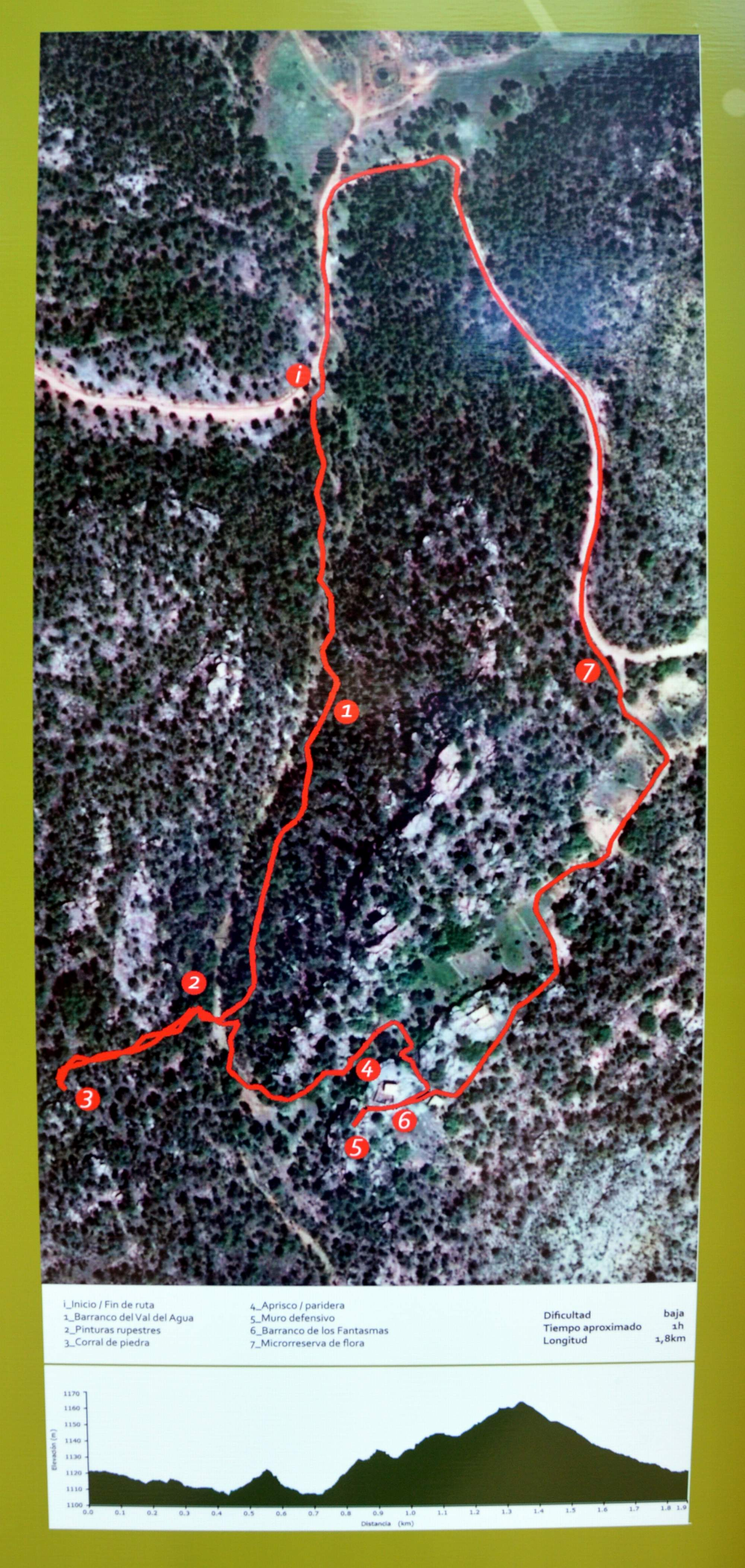
Mapa del recorrido circular relativo a Abrigo Lomas de Abril en El Rodeno de Castielfabib (Valencia), con detalle de los puntos a visitar (2018).

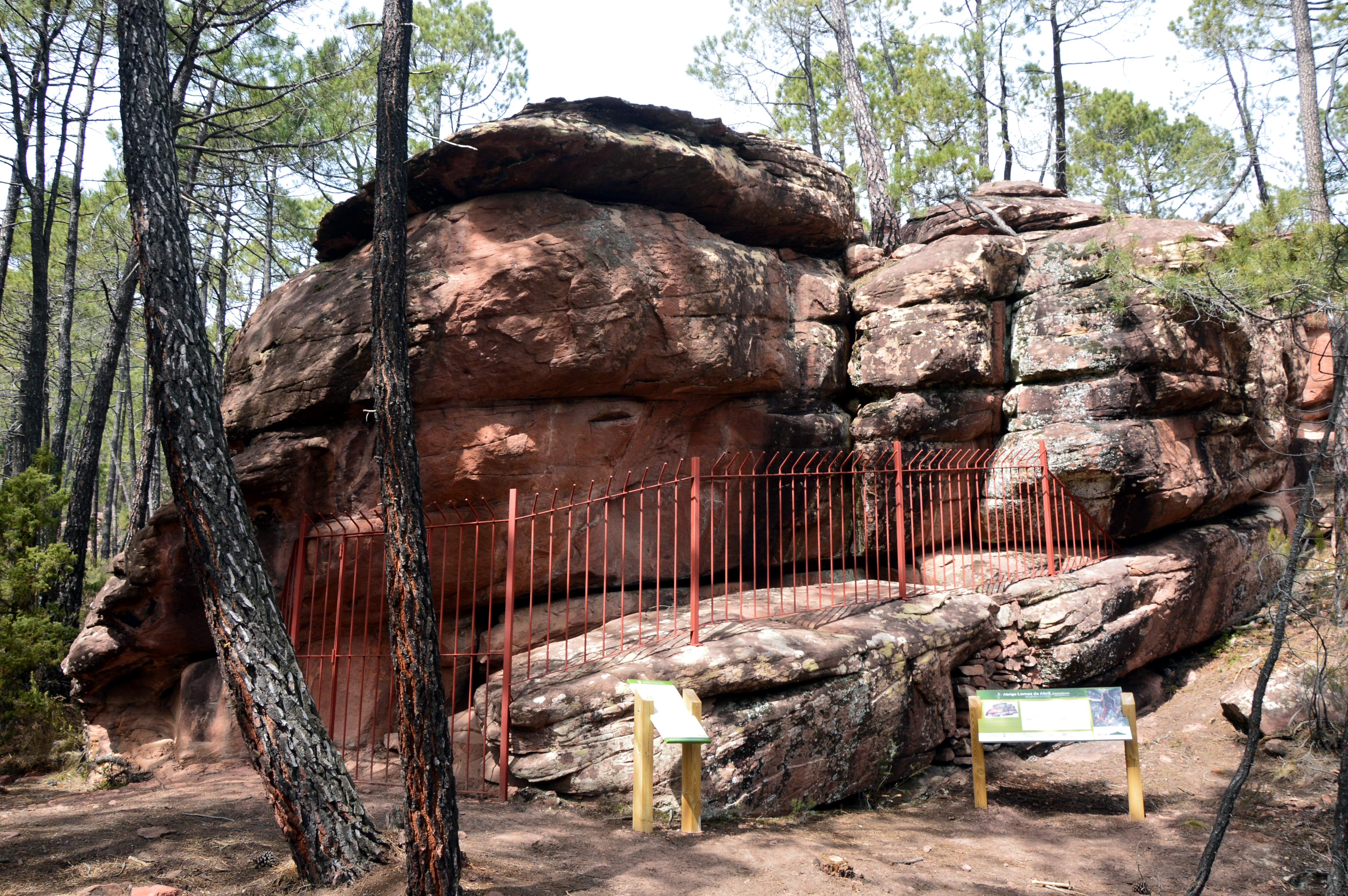
Abrigo de las Lomas de Abril, situado en la margen derecha del barranco del Val del Agua en El Rodeno de Castielfabib (Valencia), 2018.

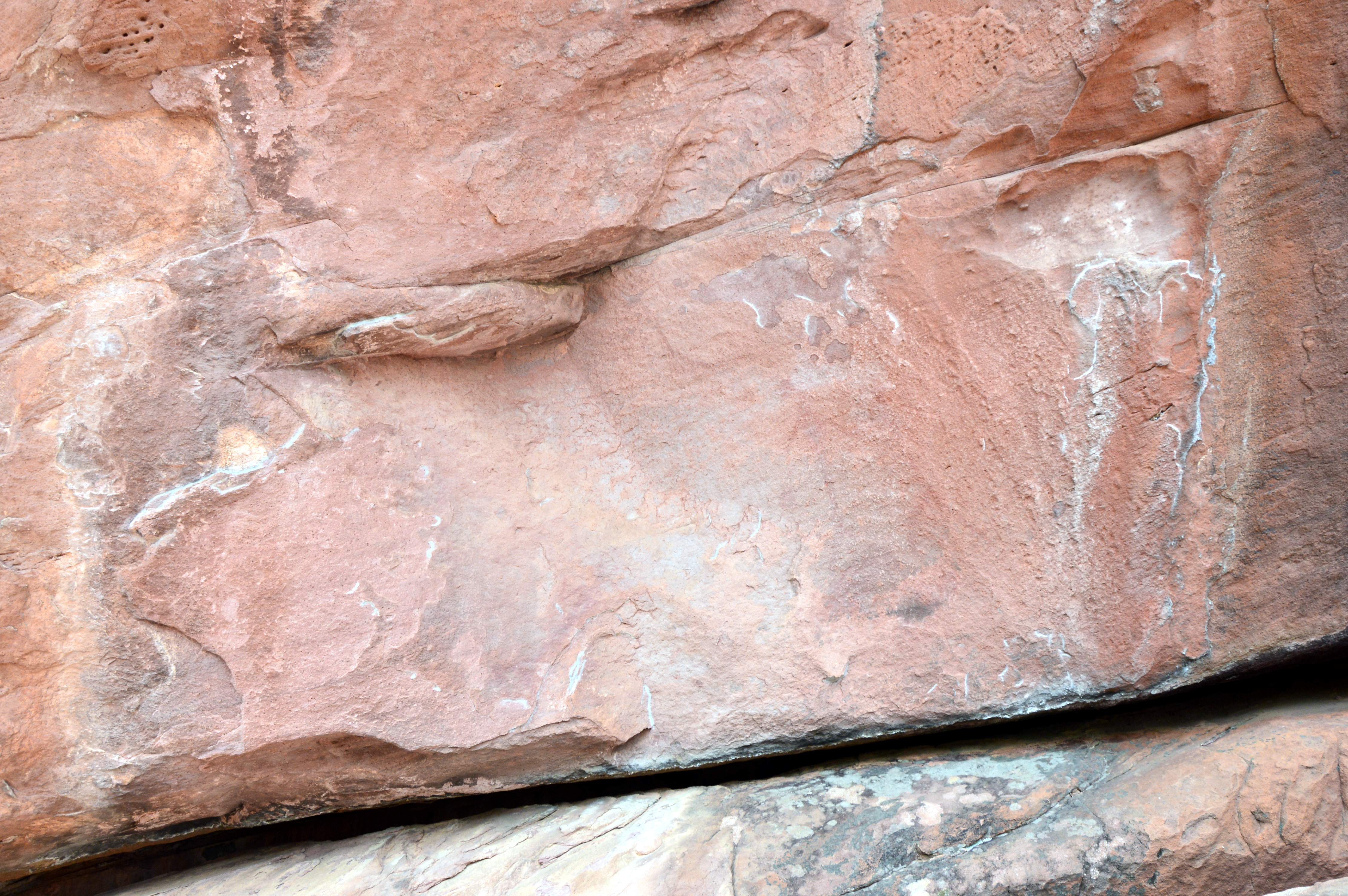
Detalle de panel decorado en el Abrigo Lomas de Abril, en El Rodeno de Castielfabib (Valencia), 2018.

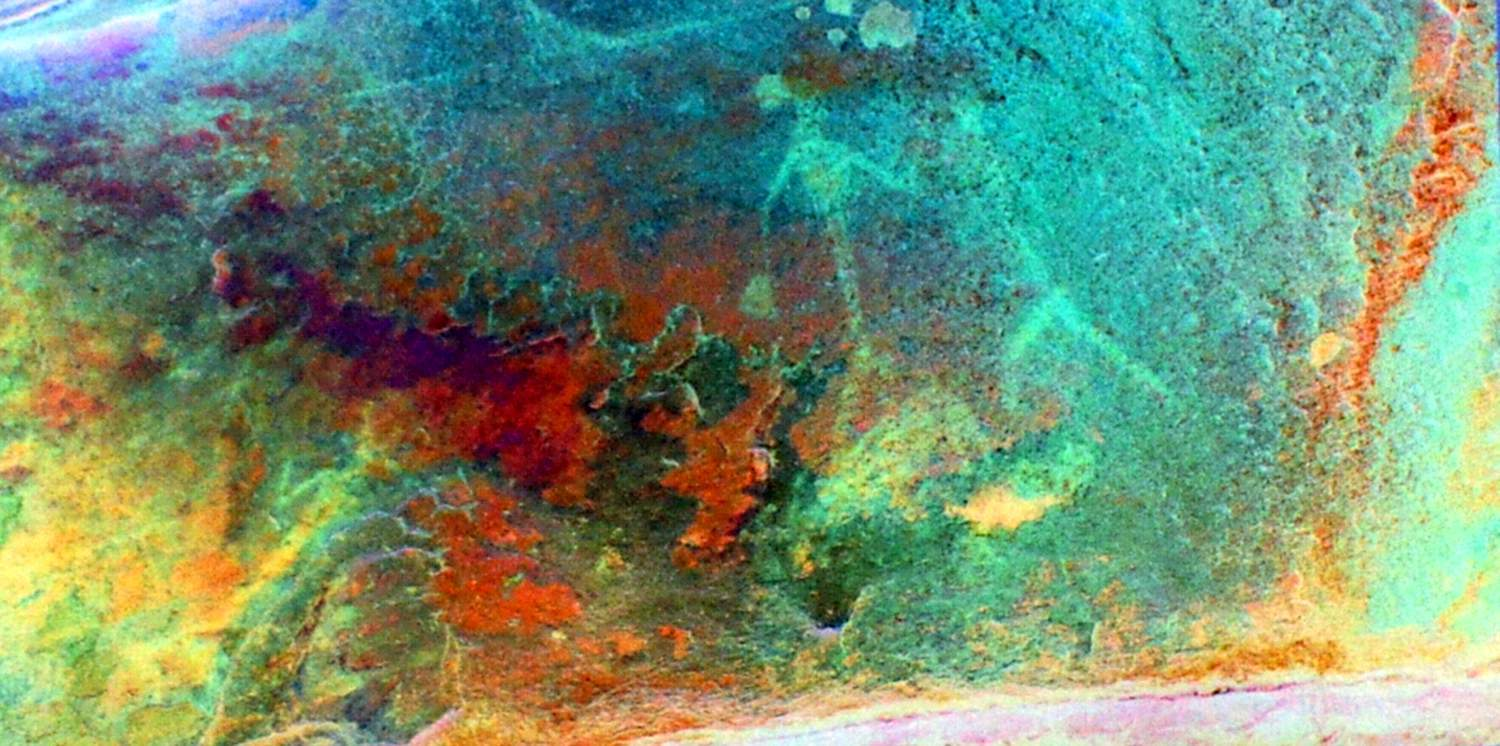
Detalle del panel decorado con pinturas rupestres (tratamiento digital) en el Abrigo Lomas de Abril, El Rodeno de Castielfabib (Valencia) [Instituto Valenciano de Conservación y Restauración de Bienes Inmuebles (IVCR)].

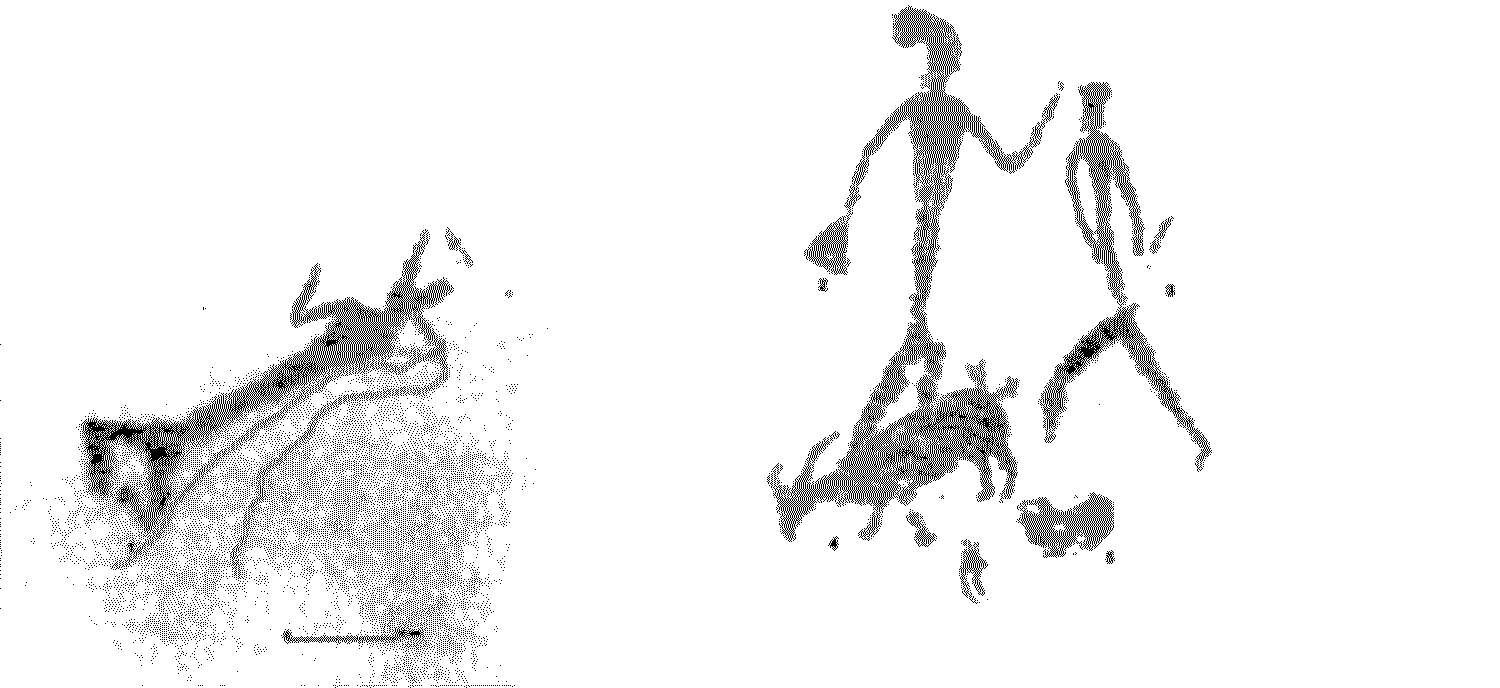
Calco de las pinturas rupestres (tratamiento digital) del Abrigo Lomas de Abril en El Rodeno de Castielfabib (Valencia), 2018.

Estas pinturas prehistóricas son las únicas descubiertas hasta ahora en el Rincón de Ademuz, por su situación geográfica, estilo y cronología, pertenecen al Arte rupestre del arco mediterráneo de la península ibérica, vinculándose a las existentes en los Abrigos rupestres de Tormón, del Parque Cultural de Albarracín.

## Historia
Su descubrimiento data de marzo de 2014, su autor fue Ricardo Canet García, miembro de la cuadrilla contra incendios nº 18. El hallazgo está en relación con otros habidos en la zona del Rodeno de Tormón (Teruel) en años previos (2008-2014).
Comunicado su descubrimiento a la Consejería de Educación y Cultura de la Generalidad Valenciana, la entidad autonómica reconoció la autenticidad de las pinturas, disponiendo los medios precisos para su estudio, protección y difusión.
De su descubrimiento se hizo eco la prensa general.--
En tanto parte del Arte Rupestre de la Comunidad Valenciana, las pinturas de este abrigo están protegidas por la Legislación Estatal y Autonómica, habiendo sido declaradas Bien de Interés Cultural y desde el año 1998 forma parte de la Lista del Patrimonio Mundial de la UNESCO.

## Trabajos arqueológicos
Realizados al amparo de la Consejería de Educación, Cultura y Deporte de la Generalidad Valenciana (convocatoria de ayudas para la conservación y restauración de Bienes Inmuebles del Patrimonio Cultural), consistieron en estudios de topografía, conservación, documentación, prospección arqueológica de la zona inmediata, y estudio de la pintura para su conocimiento y divulgación. Las labores de topografía se basaron en el levantamiento fotogramétrico y ortofotográfico, con el propósito de conseguir una muestra digital del interior del abrigo para la producción de un modelo en tres dimensiones (3D). El objetivo final de estas técnicas es lograr un modelo en cuatro dimensiones (4D) que permita paseos virtuales por el abrigo y las pinturas.

## Ubicación y descripción
El abrigo se halla en un afloramiento rocoso situado en la margen derecha del barranco del Val del Agua (que vierte sus aguas al Turia por la derecha en Mas de Jacinto), a unos 1.150 metros de altitud. El panel decorado se ubica en el punto más protegido del abrigo, sobre un recuadro de unos 120x120 cm., y está compuesto por cinco figuras -tres antropomorfos y dos zoomorfos que forman dos composiciones diacrónicas-: Primera composición: agrupa los motivos 1, 2 y 3 (figuras antropomorfas más antiguas). Segunda composición: agrupa los motivos 4 y 5 (figuras zoomorfas posteriores).
- Motivo 1: figura humana yacente (horizontal) con las piernas flexionadas, situada a la izquierda del panel. Cuerpo estilizado que se ensancha en la parte de los hombros, de donde parten los brazos. Porta gran tocado al que le falta un área triangular.

- Motivo 2: figura humana central, se dirige hacia la derecha (piernas separadas, una flexionada, lo que produce efecto de dinamismo), cuerpo estilizado con ensanchamiento hacia los hombros de donde parten los brazos. En la mano derecha porta objeto triangular que encaja con el que le falta a la figura yacente (motivo 1), lleva gran tocado.

- Motivo 3: figura humana situada a la derecha, se dirige hacia la izquierda (piernas flexionadas, la anterior flexionada, lo que produce efecto dinámico), de menor tamaño que el motivo 2, lo que produce efecto de profundidad respecto de la composición zoomorfa.

- Motivo 4: figura animal (cabra) situada a los pies y por delante del motivo 2, mira hacia la izquierda, bien perfilada aunque con pérdidas de pintura por desconches en algunas partes, la cabeza inclinada en actitud de pastar, cornamenta hacia atrás, patas delanteras en uve invertida (efecto dinámico), patas posteriores acabadas, en la izquierda se dibuja el corvejón, con cola doble (efecto dinámico).

- Motivo 5: figura animal (cabra) en posición invertida (patas arriba), por debajo del motivo 4. Conservación precaria, se aprecia la cornamenta (hacia abajo) y el cuerpo parcialmente, falta parte de la cabeza, las extremidades plegadas sobre el vientre. Dada la posición del animal, se interpreta como muerto.

Comparadas con las de su entorno –Abrigos rupestres de Tormón, del Parque Cultural de Albarracín- las pinturas del abrigo de las Lomas de Abril poseen rasgos propios:

«Su tamaño sobrepasa lo común, lo mismo que su composición narrativa. La escena presenta tanto animales superpuestos a las figuras humanas como escenas de humanos, todo ello con un tema en común, la muerte».
 Arte prehistórico en Castielfabib: abrigo de las Lomas de Abril , Ricardo Canet García

## Técnicas pictóricas
Pintura de color rojo (obtenido de óxidos de hierro: Hematita, Limonita y Goethita), con tintas planas.

## Estilo
Levantino, estilizado y naturalista.

## Cronología
Neolítico (entre 7.000-5.000 años antes del presente).

## Información y acceso
Existe una monografía compuesta y editada por el descubridor de las pinturas que puede consultarse y/o descargarse en línea.

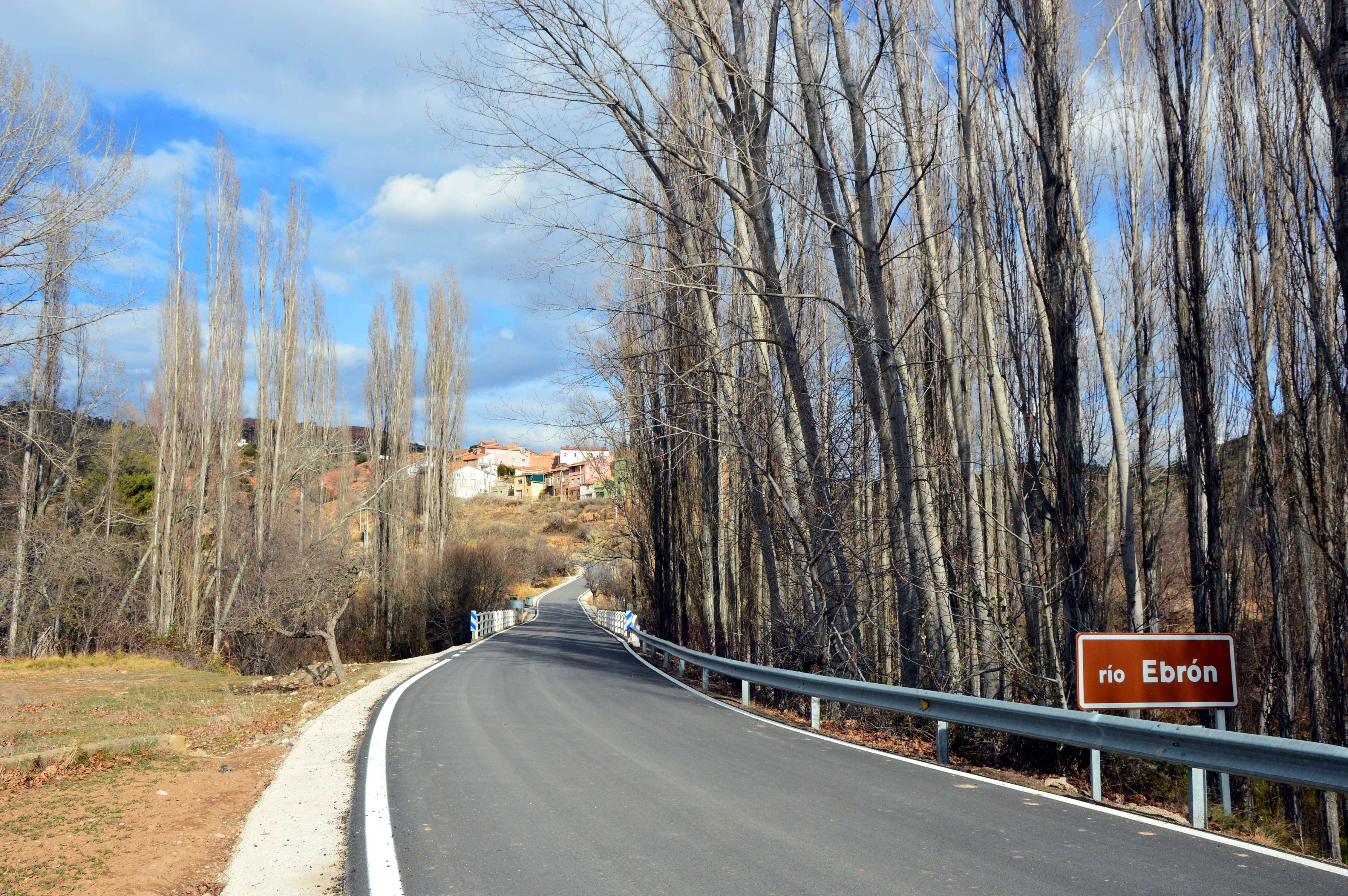
Acceso a Cuesta del Rato, Castielfabib (Valencia), con detalle del puente sobre el río Ebrón (2018).

Para visitar las pinturas del abrigo de las Lomas de Abril desde Castielfabib se debe ir por la carretera de El Cuervo hasta el desvío de Cuesta del Rato, donde se halla el primer panel informativo. Desde la aldea castielfabiense hay que continuar por una pista asfaltada que lleva a Tormón: a la altura de «El Rato» se deja la pista asfaltada y se coge otra de tierra, allí se halla el primer poste de pala que indica el camino, basta seguir las indicaciones. En el monte de «El Rodeno» el camino enlaza con las pinturas de los Abrigos rupestres de Tormón, hasta arribar al «Prao Medias» –situado en la linde intermunicipal de Castielfabib y Tormón-: en dicho punto se halla el segundo panel informativo del sendero que lleva al abrigo de las Lomas de Abril, vía el barranco del Val del Agua. Se trata de un recorrido circular de dificultad baja, 1,8 kilómetros de recorrido y 1 hora de duración. Durante el trayecto pueden verse muestras de arquitectura tradicional (vernacular) relacionadas con la actividad agropecuaria en la zona en tiempos subactuales. En la zona de los «Corrales de los Fantasmas» existe un conjunto de pajares, corrales, descubiertos, parideras, eras de pan trillar... que servían también como residencia temporal a los agricultores en momento puntuales del ciclo agrario: labranza y siembra, siega y trilla. En este mismo lugar perviven restos arqueológicos de interés: un muro defensivo de grandes dimensiones y un conjunto de piedras copeladas en el piso de uno de los corrales a modo de petroglifos, presuntamente utilizados como hornos para la extracción artesanal de aceite del enebro de la miera. El recorrido es un lugar protegido, declarado como Microrreserva de flora por la Generalidad Valenciana.